# Памятники героям произведений Ильфа и Петрова в Харькове
Памятники героям произведений Ильфа и Петрова в Харькове — юмористические памятники в Харькове, которые были установлены в честь героев произведений И. Ильфа и Е. Петрова «Двенадцать стульев» и «Золотой телёнок». В городе существовало 5 памятников:
- Памятник Отцу Фёдору на 1-й платформе Южного ж/д вокзала (2001),
- и на улице Ярослава Мудрого (демонтированы в 2024 году):
  - Памятник Кисе Воробьянинову (2003 и 2016).
  - Памятник Остапу Бендеру (2005).
  - Памятник Эллочке-людоедке (2006).

## Памятник отцу Фёдору на Южном вокзале
Памятник Отцу Фёдору на 1-й платформе Южного вокзала был открыт 3 августа 2001 года. Идея поставить памятник принадлежала директору видеоканала «Первая столица» Константину Кеворкяну. Он отметил, что авторы «Двенадцати стульев» начинали свою творческую деятельность тоже в Харькове. Церемония открытия памятника проходила под лозунгом «Ударим монументом по пессимизму и бескультурью!» и сопровождалась небольшим театрализованным представлением с участием главных персонажей романа — Остапа Бендера и Ипполита Воробьянинова. Бронзовая скульптура располагается на мраморном постаменте и изображает идущего отца Федора, который держит в левой руке чайник, а в правой — запечатанный конверт с письмом. На постаменте — цитата из его письма жене: «Харьков — город шумный, центр Украинской республики. После провинции кажется, будто за границу попал». Рядом — надпись: «Первая столица — отцу Федору». На памятнике имеется также дарственная надпись от управления Южной железной дороги.
23 мая 2001 года в установке памятника было отказано, а 3 августа того же года он был уже открыт.
Прототипом памятника стал актёр который сыграл эту роль в фильме 12 стульев у Леонида Гайдая Михаил Пуговкин

## Памятники Кисе Воробьянинову на ул. Ярослава Мудрого
Был открыт 12 декабря 2003 г. на улице Петровского во дворе кафе «Рио» на средства владельца кафе Азера Ахвердиева. Бронзовая скульптура на малом мраморном постаменте изображает фигуру Воробьянинова с протянутой вперед шляпой и просящего подаяния. В левой руке Воробьянинова находится старый затасканный кожаный портфель, в котором видна громадная сквозная дыра. Первоначально под памятником находилась табличка с надписью «Протяните ему руку, иначе он протянет ноги».. Является первым памятником этому литературному персонажу на территории Украины. В 2009 г. памятник Кисе Воробьянинову был открыт также в Одессе. Прототипом для создания памятника послужил исполнитель роли Воробьянинова в фильме «Двенадцать стульев», режиссёра Марка Захарова, Анатолий Папанов Папанов.
Другой памятник был открыт 01 апреля 2016 года на здании дома № 21 по улице Ярослава Мудрого. Бронзовый Киса Воробьянинов в исполнении Сергея Филиппова как будто выходит из стены с одним из 12 стульев, о которых говорится в романе. Скульптор — Катиб Мамедов. По словам художника, работа над созданием скульптуры длилась три месяца.

## Памятник Остапу Бендеру на ул. Ярослава Мудрого
Был открыт 22 августа 2005 г. на улице Петровского на тротуаре у входа в кафе «Рио» на средства владельца кафе Азера Ахвердиева. Памятник выполнен из бронзы и изображает фигуру Остапа Бендера, сидящего на скамейке с сигаретой в руке. Прототип — Сергей Юрский, исполнивший роль Бендера в фильме Золотой телёнок. По словам Ахвердиева, в памятнике символично выражена мечта самого Остапа Бендера побывать в Рио-де-Жанейро. Скульптор — Эльданиз Гурбанов.

## Памятник Эллочке-людоедке на ул. Ярослава Мудрого
Был открыт 1 апреля 2006 г. на улице Ярослава Мудрого на тротуаре у входа в кафе «Рио» на средства владельца кафе Азера Ахвердиева. Бронзовая скульптура изображает героиню в непринужденной позе, опирающейся на стул, в котором по мнению Остапа Бендера и Кисы Воробьянинова, могли находиться бриллианты. На плече накинуто боа, сделанное, по мнению Эллочки из «мексиканского тушкана», а на самом деле из крашеного зелёной акварельной краской кролика, умерщвленного в Тульской губернии. Автор скульптуры харьковский скульптор — Катиб Мамедов. Над фигурой Эллочки скульптор работал больше полугода. Прототипом стала исполнительница роли в кинофильме Марка Захарова «12 стульев» — актриса Елена Шанина

## Демонтаж
В сентябре 2024 года, по сообщениям СМИ, памятники на улице Ярослава Мудрого были демонтированы.